# Teletón 2011 (Chile)
La Teletón 2011 fue la vigésimo cuarta versión de la campaña solidaria que se realizó en Chile, la cual buscó recaudar fondos para la rehabilitación infantil de niños con discapacidad motriz. La actividad, que fue transmitida por más de 27 horas consecutivas a través de los canales de la televisión chilena agrupados en la Asociación Nacional de Televisión (ANATEL), se realizó desde el Teatro Teletón a partir de las 22:00 del viernes 2 hasta las 21:00 del sábado 3 de diciembre y desde el Estadio Nacional Julio Martínez Prádanos desde las 22:00, en su recta final. La niña símbolo de esta versión fue Isidora Guzmán, una niña de seis años de edad, que sufre de diplejia espática.
Luego de 27 horas de transmisión ininterrumpida, el monto recaudado durante la jornada solidaria a la 1:21 del domingo 4 de diciembre fue de CL$ 21 735 065 277 (US$ 42 463 740), sobrepasando por primera vez en la historia los 20 mil millones de pesos y superando en un 15,06 % la meta propuesta. El 21 de diciembre, el gerente general del Banco de Chile Arturo Tagle, el presidente del Directorio de la Fundación Teletón Carlos Alberto Délano y la Directora Ejecutiva Ximena Casajeros, entregaron la cifra final alcanzada en esta campaña, llegando al total de CL$ 28 457 298 750 (US$ 55 596 950), que representa un 50,64 % por sobre la meta trazada.
Esta versión tuvo una connotación especial, puesto que se realizó un homenaje a Felipe Camiroaga y a los 20 pasajeros restantes que murieron en el accidente aéreo de la Isla Robinson Crusoe, en el Archipiélago Juan Fernández el 2 de septiembre; por lo mismo, el lanzamiento realizado el 27 de septiembre fue más austero que en años anteriores.

## Campaña

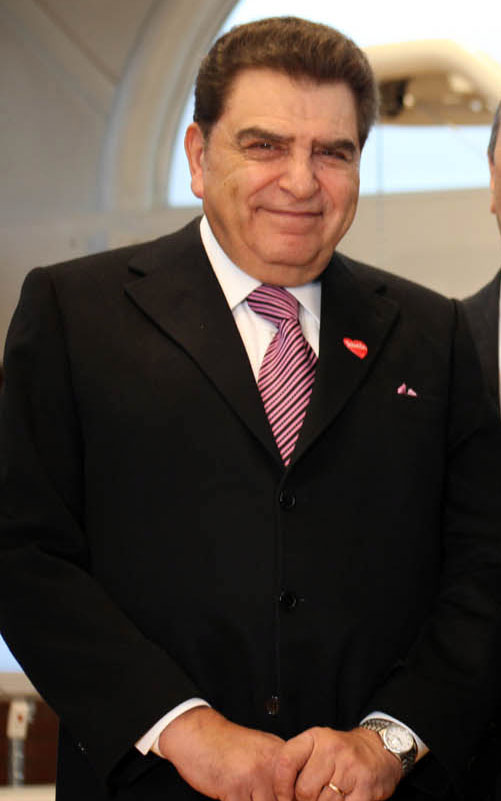
Mario Kreutzberger Don Francisco fue el creador de la campaña.

### Lanzamiento
Anticipadamente se anunció que el lanzamiento de la campaña para este año no constaría de una alfombra roja ni espectáculo musical ni tampoco la tradicional cena que se realiza cada año en el Teatro Teletón; además de indicar que para esta versión será un espectáculo más austero que en versiones anteriores. Uno de los motivos por el cual se tomó esta decisión fue por el
accidente aéreo del Archipiélago Juan Fernández.
Una vez tomada dicha decisión, el 27 de septiembre se realizó el lanzamiento oficial de la campaña en el Instituto de Rehabilitación Infantil Teletón en Santiago, cercano al Metro Ecuador. Además se dio a conocer los días en que se efectuará la cruzada solidaria (2 y 3 de diciembre). Junto con la presentación de la niña símbolo Isidora Guzmán de 6 años de edad, la cual sufre de diplejia espática, se difundieron diversas frases radiales de diferentes personalidades de la televisión como Diana Bolocco, Claudio Palma y el cantante Américo promocionando el evento. El himno de esta versión está a cargo del cantante y productor musical chileno Koko. Junto a Mario Kreutzberger, Don Francisco estuvo la mayoría de los rostros televisivos que formaron parte de la cruzada, además de los diferentes directores de los canales de televisión del país.

### Antecedentes
Durante la última semana de septiembre, Don Francisco asistió a los matinales Buenos días a todos de TVN y Bienvenidos de Canal 13 para empezar a motivar a la ciudadanía en general a colaborar con la cruzada solidaria. También asistió al canal de noticias CNN Chile y fue entrevistado por Ramón Ulloa, en donde habló de la Teletón, la meta para esta versión, y de como ha sido la evolución del trabajo de la Fundación Teletón durante estos últimos años.
Desde el mes de octubre se iniciaron los primeros eventos como parte de la campaña. Uno de estos fue la denominada "Amigos Teletón" que se realizó en el Parque Vicuña Mackenna de la ciudad de Arica, con el fin de recrear a los niños que se atienden en el centro de rehabilitación de esa ciudad. Una actividad similar se realizó en la Plaza Las Almejas de Antofagasta, la cual contó con la participación de más de 150 voluntarios y 110 niños y jóvenes del centro de esa ciudad. En el lugar se realizaron juegos y compartieron con actividades recreativas y educativas. El 1 de octubre se lanzó oficialmente la campaña en la Región del Biobío con una de recreación en el foro de la Universidad de Concepción, en el cual participó la directora del centro de esa región, Violeta Hinojosa y un cuerpo de voluntarios encargados de las actividades. El 4 de octubre, la ciudad de Valparaíso dio inicio a la campaña con la presencia de Margarita Solar, la directora del centro de esa zona. A su vez el 15 de octubre se lanzó la campaña en la ciudad de Alto Hospicio.
El 25 de octubre se llevó a cabo la inauguración oficial del Centro Teletón en Copiapó, con la presencia de Don Francisco y del entonces Presidente de la República Sebastián Piñera, además de distintas autoridades de gobierno y de la misma fundación. En estas instalaciones se atenderán a más de 1500 niños tanto de la ciudad como del resto de la Región de Atacama.
El 26 de octubre, como otra de las actividades preliminares, se lanzó en el Castillo Hidalgo, ubicado en la cumbre del Cerro Santa Lucía, el libro Teletón: Orgullo de Chile, el cual a través de anécdotas y fotografías inéditas, hace un recuento de lo que han sido estos 33 años de la cruzada solidaria.

Debemos lograr que los 17 millones de chilenos se transformen en los grandes motivados de este año y se comprometan, como en estos 33 años lo han hecho, con los niños y jóvenes de la Teletón, este 2 y 3 de diciembre.
Don Francisco

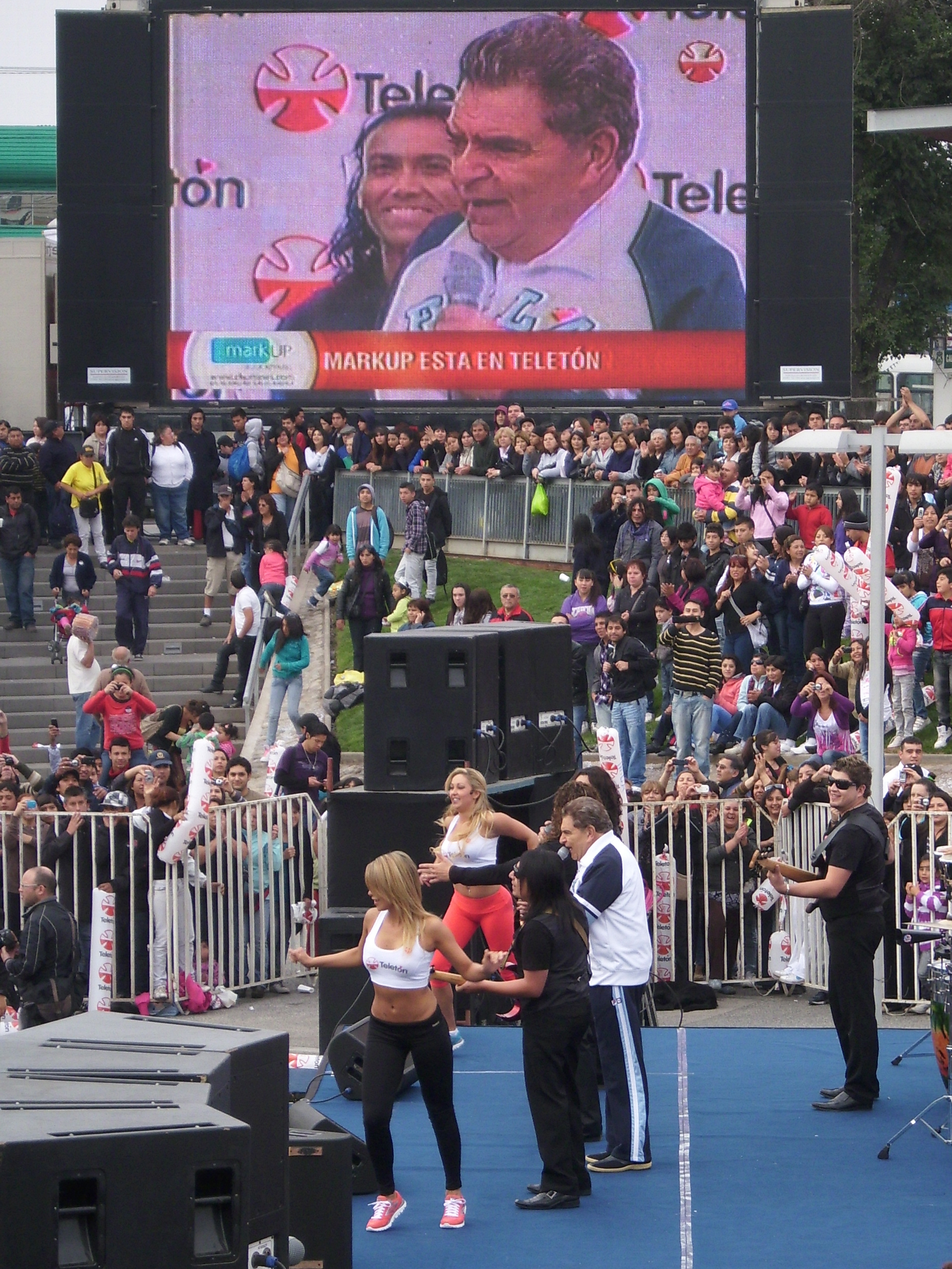
Don Francisco acompañado por las bailarinas Yamna Lobos y Francesca Cigna junto al grupo La Noche durante el show realizado en la Plaza de Maipú la mañana del sábado 3 de diciembre de 2011.

Vicente Sabatini, aparte de ser confirmado como el director de la transmisión en vivo del evento, mismo puesto que ocupó en las ediciones anteriores Mauricio Correa, recalcó que se está trabajando con mucho ahínco para lograr una propuesta que entretenga y emocione a la familia, y que junto con eso, los invite a salir de sus casas para ir al banco. 28 serán las historias de rehabilitación y superación que atravesarán las 27 horas del programa. La transversalidad será el principal eje que marcarán los reportajes de la Teletón, con niños y jóvenes con discapacidad de norte a sur, de mar a cordillera, y que reflejan la realidad socioeconómica del país. Por su parte cerca de 300 profesionales de los canales de televisión asociados a Anatel, bajo la supervisión del equipo del programa que lidera Sabatini, se han puesto al servicio de la Teletón para sacar adelante la emisión de este año, que constará de 10 bloques.
Como dato anecdótico, la agrupación argentina Los Wachiturros, fenómeno de las redes sociales durante el 2011, grabaron una versión especial de su éxito "Tírate un paso", llamada "Tírate un peso" la cual fue presentada en exclusiva para esta versión de la Teletón. Durante una entrevista, Louise Harrison, hermana de George Harrison, exmiembro de la banda The Beatles, afirmó que fue invitada a participar del evento.
El 25 de noviembre se dieron a conocer más artistas que estarán presenten en la campaña, dentro de los cuales se destacan Tito el Bambino, Sie7e y Mocedades A partir del lunes 28 de noviembre se comenzaron a repartir las entradas gratuitas al público para los tres escenarios: el Teatro Caupolicán, Teatro Teletón y el Estadio Nacional. Los puntos de entrega fueron los respectivos lugares ya mencionados. Además, la organización del evento informó que estaban en conversaciones para incorporar al cantante colombiano Juanes al espectáculo, tras quedar entrampadas las negociaciones con el grupo The Beach Boys. Como parte de una de las secciones del programa desde el Teatro Teletón, se hizo una versión del programa de Canal 13, Mi nombre es... pero VIP, con celebridades imitando a diferentes artistas.
El 30 de noviembre se dio a conocer el programa oficial de la Teletón, que incluye 10 bloques y 28 reportajes.
Durante el día 2 de diciembre se dio a conocer por los medios de prensa chilenos, que la organización del evento estaba en tratativas para que Jennifer Lopez pudiera presentarse en el cierre del evento en el Estadio Nacional, cosa que finalmente no ocurrió.

### Gira Teletón

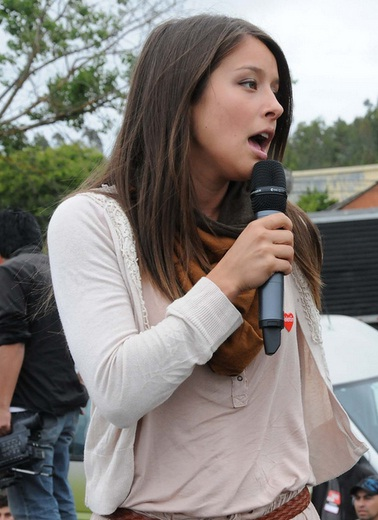
Denise Rosenthal presentándose en la Gira Teletón.

Como es tradicional, la gira tuvo como misión incentivar a los chilenos a colaborar con la cruzada y por segundo año consecutivo, fue transmitido vía streaming en el sitio web de la Teletón dedicado especialmente para aquello. La gira comenzó su tramo norte en las ciudades de:

### Norte
- Arica: 10 de noviembre (mediodía)
- Iquique: 10 de noviembre (noche)
- Antofagasta: 11 de noviembre
- Calama: 12 de noviembre
- Copiapó: 13 de noviembre
- La Serena: 14 de noviembre

En este tramo se logró reunir un número total de 123 mil asistentes en todo su transcurso.

### Sur
Tras un breve descanso en Santiago, la delegación retomó su periplo hacia el sur. El tramo comprendió las ciudades de:
- Talca: 16 de noviembre
- Concepción: 17 de noviembre
- Temuco: 18 de noviembre
- Valdivia: 19 de noviembre
- Puerto Montt: 20 de noviembre

Los artistas que se presentaron en esta gira fueron Natalino, La Reina Isabel, Chancho en Piedra, Los Vásquez, Tomo como Rey, Sinergia, La Noche, Los Charros de Lumaco, Movimiento Original y el Teatro Phi, y los cantantes Manuel García, Claudio Valdés (El Gitano) y Augusto Schuster. Todos ellos estuvieron acompañados por los presentadores Rafael Araneda, Daniel Valenzuela, Vivi Kreutzberger y María Luisa Godoy. Además se presentaron Los Wachiturros, la cantante pop Denise Rosenthal, el animador juvenil Karol Lucero, la exintegrante de la serie BKN Camila López y la modelo María Eugenia Larraín.
Además, se hicieron algunas paradas de día en ciudades intermedias, en donde parte de la delegación realizó presentaciones. Estos "mini shows" se efectuaron en:
- Curicó, Iloca y Constitución: 16 de noviembre
- Cauquenes y Dichato: 17 de noviembre
- Los Ángeles y Collipulli: 18 de noviembre
- Mariquina y Máfil: 19 de noviembre
- Osorno: 20 de noviembre

## Participantes
| - Alexis & Fido - Américo - Augusto Schuster - Axel - Chancho en Piedra - Claudio Valdés - Croni-K - Denise Rosenthal - Denisse Malebrán - Diego Torres - Eyci and Cody - José Seves - Juanes - Koko Stambuk (intérprete del himno oficial «Con la fuerza del corazón») - La Contru - La Guacha - La Noche - La Sonora de Tommy Rey - Los Charros de Lumaco - Luis Fonsi - Luis Jara - Macho y El Rey - Magdalena Matthey - Manuel García - María Colores - Mocedades - Movimiento Original - Natalino - Noche de Brujas - Pablo Alborán - Prince Royce - Rock Bones - Sie7e - Sinergia - Sonora Palacios - Tito el Bambino - Tomo como Rey - Villa Cariño - Yuri | - Rafael Araneda - Diana Bolocco - Cecilia Bolocco - Leo Caprile - Martín Cárcamo - Jean Philippe Cretton - Karol Dance - Carolina de Moras - Karen Doggenweiler - Julián Elfenbein - Eduardo Fuentes - Eva Gómez - Luis Jara - Vivi Kreutzberger - Gianella Marengo - Magdalena Montes - Kike Morandé - Valeria Ortega - Savka Pollak - Tonka Tomicic - José Miguel Viñuela - Antonio Vodanovic - Ignacio Franzani - Juan José Gurruchaga - Sergio Lagos - Giancarlo Petaccia - Cristián Sánchez - Denise Rosenthal - Karol Lucero - Juan Manuel Astorga - Faloon Larraguibel - Augusto Schuster - Camila López - Javier Castillo - Carolina Arredondo - Marcelo Arismendi - Karen Bejarano - Matías Vega - René Naranjo - Daniel Valenzuela - Werne Núñez - Álvaro "Nacho Pop" Reyes - Ariel Levy - Catalina Palacios | - Dominique Gallego (Región de Arica y Parinacota) - Macarena Venegas (Región de Tarapacá) - Matilda Svensson (Región de Antofagasta) - Cristián Pérez (Región de Atacama) - Julia Vial (Región de Coquimbo) - Claudio Aldunate (Región de Valparaíso) - Sergio Campos (Región del Libertador Bernardo O'Higgins) - Carmen Gloria Arroyo (Región del Maule) - Patricio Torres (Región del Biobío) - Perla Ilich (Región de la Araucanía) - Claudio Elórtegui (Región de los Ríos) - Iván Zamorano (capitán) (Región Metropolitana) - Karen Paola (Internet) - Pamela Le Roy (Internet) - Fernando Paulsen (Internet) - Jean Philippe Cretton (Región de Aysén del General Carlos Ibáñez del Campo) - Matías del Río - Paula Molina (Región del Libertador Bernardo O'Higgins) - Macarena Santelices (Región de Tarapacá) - María Elena Dressel - Rodrigo Guendelman - Faryde Kaid (Región de Arica y Parinacota) - Daniel Fuenzalida (Región de los Ríos) - Jorge Hevia (Internacional) - Soledad Onetto (Región de Magallanes y de la Antártica Chilena) - Katherine Salosny (Región de los Lagos) - Gustavo Sánchez Mas (Internacional) - Eduardo Ibeas (Internet) - Pilar Sordo (Región Metropolitana) - Titi García-Huidobro (Radio Pudahuel) - Pablo Aguilera (Radio Pudahuel) - Patricio Torres (Radio Corazón) - Willy Sabor (Radio Corazón) - Monserrat Torrent (Radio Disney Latinoamérica) - Beatriz Sánchez (ADN Radio Chile) - Julio Videla (Radio Cooperativa) |

## Transmisión
La transmisión, como es usual, se hizo en conjunto con todos los canales de televisión agrupados en ANATEL  (Telecanal, La Red, UCV Televisión, TVN/TV Chile, Mega, Chilevisión y Canal 13). La excepción fue cuando cada uno de los canales emitió su propio noticiero o programa entre las 21 y las 22 del día sábado.
| Horario | Bloque                | Contenido y presentaciones musicales |
| --- | --------------------- | --- |
| 22:00 - 01:46 | Obertura              | Bloque dirigido por Álex Hernández y que dio inicio al evento desde el Teatro Teletón, que comenzó con la historia de Cristián Córdova, un joven con parálisis. Luego de aquello, Don Francisco hizo su discurso inicial motivando al país. Después de su discurso, se realizó un homenaje al animador Felipe Camiroaga, el cual falleció en el trágico accidente de Juan Fernández, y se proyectaron varias imágenes del animador en versiones anteriores de esta campaña, mientras un grupo de jóvenes junto a la niña símbolo interpretaron la canción «Ángel para un final» de Silvio Rodríguez, que sonó en el funeral del animador. El abuelo de Cristián entregó la primera donación y a continuación, las empresas auspiciadoras entregaron el aporte total a la campaña. El entonces Presidente de la República Sebastián Piñera se dirigió a los presentes con un discurso para motivar a los chilenos a colaborar. Por cuarto evento consecutivo, se presentó Stefan Kramer con sus clásicas imitaciones de Miguel Piñera y del mandatario. Además se hizo un pequeño homenaje a Valentín Trujillo y la recién fallecida Mónica Cambiaso Ropert, quien entregaba por años las donaciones de Té Supremo. Presentaciones musicales: - Yuri con Luis Jara — "Gracias por la vida" (homenaje a las víctimas del accidente de Juan Fernández) - Isidora Guzmán (niña símbolo) junto a un coro de jóvenes — "Ángel para un final" (homenaje a las víctimas del accidente de Juan Fernández) - Koko Stambuk — "Con la fuerza del corazón" - Tito el Bambino — "El amor" / "Llueve el amor" - Américo — "Que levante la mano" / "Te vas" - Yuri — "Arrepentida" / "Hombres al borde de un ataque" |
| 01:55 - 04:03 | Exijo una explicación | El bloque de humor fue dirigido por Gonzalo Cordero. Este año se realizó un sketch referente a Condorito y toda su lista de personajes, caracterizados por varias celebridades: Tonka Tomicic como Yayita, Don Francisco como Don Cuasimodo, Patricia Maldonado como Doña Tremebunda, Luis Jara como Coné, Kike Morandé como Pepe Cortisona, Rafael Araneda como Ungenio González, Karen Doggenweiler como Yuyito, Julián Elfenbein como Don Chuma, Leo Caprile como Huevo Duro, Martín Cárcamo como Garganta de Lata y Marcelo Salas como Condorito, que fue la gran sorpresa del sketch, ya que el nombre de quien iba a personificar al personaje principal estaba en absoluto secreto. La presentación además incluyó la recreación de un partido de fútbol entre el equipo de Pelotillehue contra el elenco de "Buenas Peras". El relato de ese partido estuvo a cargo del por ese entonces relator de CDF y de Canal 13 Claudio Palma y en la locución comercial estuvo a cargo de Willy Sabor. Presentaciones musicales: - Alexis y Fido — "Contéstame el teléfono" |
| 04:16 - 05:36 | Vedetón               | Este bloque fue conducido por Julián Elfenbein y Martín Cárcamo. La obertura fue un gran homenaje a los shows de salón a cargo de la actriz Katty Kowaleczko. Para esta versión, la sección tomó un carácter más clásico y el diseño apuntó a levantar cuadros coreográficos que revivieron cinco epicentros históricos del espectáculo de salón: el Moulin Rouge parisino, el Teatro Maipo de Buenos Aires, el cabaret cubano Tropicana, los casinos de Las Vegas y el Bim Bam Bum con sede en la bohemia capitalina. Las participantes de la vedetón fueron: Mariana Marino, Lucila Vit, Catalina Palacios y Catalina Olcay. El jurado integrado por Luis Jara, Juan Falcón y Kike Morandé evaluaron a las participantes y eligieron como reina de la Vedetón a Mariana Marino. |
| 05:37 - 06:50 | Trasnochadores        | Bloque conducido por Leo Caprile y Tonka Tomicic, que se realizó desde la Vega Central, en donde cuatro reconocidos chefs nacionales tuvieron el desafío de preparar un plato para reponer las energías gastadas en la noche. Pero este reto tuvo un aliciente especial: no pudieron recurrir al clásico "caldillo de mariscos" o "consomé", sino que debieron ingeniárselas para crear un plato solamente a base de verduras, el principal ingrediente que se encuentra en la clásica Vega. El jurado estuvo integrado por cuatro personajes de la farándula, que presidió Dominique Gallego, Tanza Varela, Anita Alvarado, Pamela Jiles y Anita Reeves conocidos por su espíritu bohemio. Presentaciones musicales: - La Contru — "Mote con huesillo" - Villa Cariño — "Clandestino" |
| 07:00 - 09:50 | Desayuno de Chile     | Los animadores que recorren el país hicieron un alto en sus periplos y tomaron desayuno en diferentes ciudades: Temuco (Sergio Lagos y Mónica Godoy), Calama (Cristián Sánchez y Antonia Santa María), Talca (Ignacio Franzani y Carolina Varleta), Salamanca (Giancarlo Petaccia y Francisca Imboden), Coyhaique (Juan José Gurruchaga y María Elena Swett). También hubo un enlace con un desayuno en Maipú con Don Francisco. Además un enlace en directo desde la Plaza de Maipú de baile entretenido junto a Don Francisco, Daniela Castillo, Yamna Lobos, Maura Rivera, el grupo La Noche, Rodrigo Díaz, Lucila Vit, Francesca Cigna y Pablo Vargas. Presentaciones musicales: - Noche de Brujas — "Oyeme" / "Me gusta todo de ti" / "Desnudos" - La Noche — "Quiero ser libre" (desde Maipú) |
| 10:06 - 13:12 | Niños y jóvenes       | El segmento contó con presentaciones de los elencos de los programas Calle 7 y Yingo, que todos se reunieron al ritmo de la canción "Party Rock Anthem" de LMFAO, además de presentaciones musicales en vivo dirigidos a ese segmento. Presentaciones musicales: - Rock Bones — "Superrealidad" / "Somos invencibles" / "Familia punk" - Bastián Oyarce (Paciente de la Teletón) - Eyci and Cody — "Te amo con locura" - Miguelito — "Maquinando" / "Miguelito invita" - Milenka — "Bella" (Paciente de la Teletón) - Macho y El Rey — "Tírate un peso" - Chancho en Piedra — "Cirilo Murruchuca" - Prince Royce — "Corazón sin cara" |
| (13:15 - 14:00) Teletón Noticias. Conducido por Constanza Santa María, Amaro Gómez-Pablos, Maritxu Sangroniz y Mónica Sanhueza. |                       | |
| 14:00 - 15:50 | Pasión de multitudes  | La pasión de multitudes también estuvo presente en la Teletón. Es así como desde el Teatro Caupolicán, se desarrolló un atractivo campeonato de "Futsal". El torneo solidario constó de cuatro equipos conformados por reconocidas figuras del balompié, la política, las artes escénicas y el espectáculo, las que compitieron en un dinámico formato de "último gol gana" o "gol sale", es decir, dejó la cancha el equipo que reciba un gol, dando paso a uno de los dos conjuntos que esté afuera. De esta manera, el equipo que recibió menos goles y duró más tiempo jugando, se coronó campeón. En los relatos estuvieron Claudio Palma y Paulo Flores; mientras que en los comentarios estuvieron Fernando Solabarrieta, Aldo Schiappacasse, Felipe Bianchi y Rodrigo Sepúlveda. La nómina de los cuatro equipos participantes fueron: - Equipo de futbolistas: Iván Zamorano, Pablo Galdames, Daniel Morón, Marcelo Barticciotto, Rubén Martínez, Rodrigo Goldberg, Gabriel Mendoza, Sebastián Rozental, Leonel Herrera, Hugo Rubio. Director Técnico: Elías Figueroa. - Equipo de políticos: Laurence Golborne, Pepe Auth, Pablo Zalaquett, Claudio Orrego, Ramón Farías, Felipe Kast, Fulvio Rossi. Director Técnico: Eduardo Bonvallet. - Equipo de farándula: Pablo Schilling, Edmundo Varas, José Luis Concha (Junior Playboy), Claudio Valdivia, Karol Dance, Iván Cabrera, Ronny Dance, Kike Acuña. Director Técnico: Juvenal Olmos. - Equipo de actores: Tiago Correa, Ariel Levy, Felipe Contreras (Nahuel), Diego Muñoz, Damián Bodenhöfer, Matías Oviedo, Álvaro Gómez, Álvaro Escobar. Director Técnico: Hernán Godoy. El torneo de fútbol fue ganado por el equipo de futbolistas. |
| 16:10 - 18:01 | Talentón              | Bloque inspirado en los programas de buscatalentos. Martín Cárcamo, María Eugenia Larraín y el grupo musical La Noche, entre otros, compitieron por ganar los votos del jurado compuesto por Francisca García-Huidobro, Patricia Maldonado y Gustavo Sánchez. El ganador de la "Talentón" fue Don Francisco. Presentaciones musicales: - Varios artistas — "La fuerza del amor" - Martín Cárcamo como Yuri — "La maldita primavera" / "El apagón" - La Noche como Loco Mía — "Loco Vox" - María Eugenia Larraín como Gloria Trevi — "Pelo suelto" - Don Francisco como Leonardo Favio — "Ella ya me olvidó" |
| 18:06 - 20:59 | Estelar               | Bloque final en el Teatro Teletón. Se inició con un sketch humorístico del fin del mundo en el cual participaron Antonio Vodanovic, Cecilia Bolocco como la cuatro dientes, Carmen Gloria Arroyo como la gitana Perla y Leo Rey como el indio Nahuel. También se presentaron varios artistas, se recibieron donaciones y se exhibieron historias de esfuerzo con el fin de movilizar a los chilenos a ir al Banco de Chile. A las 21:01 se entregó el último computo en el teatro el cual fue de $ 13 884 817 012. Presentaciones musicales: - Eva Gómez en un musical de Cabaret - Mocedades — Medley de grandes éxitos ("La otra España","Eres tú","Amor de hombre") / "Bachata rosa" - Génesis y Cony junto a un coro de niños — "Lo que soy" (Pacientes de la Teletón) |
| Noticieros de cada canal (21:00-21:59)                                                                                          |                       | |
| 22:00 - 01:27 | Cierre                | Último segmento dirigido por Daniel Sagüés y que se transmitió desde el Estadio Nacional Julio Martínez Prádanos, en la cual estuvieron diversos artistas y se incluyeron las últimas donaciones; entre ellas la de la familia Luksic, representada por segundo año consecutivo por Iris Fontbona, quien donó $1 500 000 000, la donación más alta que el evento recibió en sus 33 años de existencia. La obertura de este bloque fue con un número musical con el tema "Cambia, todo cambia" de fondo. En este bloque se hizo otro homenaje a Felipe Camiroaga, y que también se amplió a las 21 víctimas que perdieron la vida en la tragedia aérea de Juan Fernández. A las 00:50 se logró la meta con $ 19 340 985 941. Todos los animadores agradecieron a los chilenos por haber logrado la meta y se siguió con el programa. A la 1:21 y luego de la presentación de Juanes, Don Francisco, acompañado de todos los animadores y antes de entregar el computo final, se dirigió al público en el estadio: "Ha sido un arduo trabajo. En el han participado desde el más modesto al más poderoso. Hemos recorrido el país. Se han preparado durante meses los programas que ustedes vieron hoy día durante estas 28 horas. Hemos pedido el concurso de grandes artistas internacionales, que si están por acá también, pedimos que nos acompañen, y que nos han ayudado finalmente a llegar a este momento. Así podemos mantener esta obra. Podemos hacer volar la imaginación de nuestra niña símbolo Isi, que representa a los 30.000 niños que atendemos, los 70 000 que hemos atendido, los 11 centros que hemos construido, los 3 que tenemos por construir; por que cuando nos podemos unir todos...si, podemos triunfar, como lo hemos hecho esta noche, en que después de tanto trabajo y a lo mejor de tanto luchar por conseguirlo, hemos llegado a un total de $ 21 735 065 277"..... Gracias a todos mis colegas, gracias a todos los artistas, gracias a la televisión chilena, la radio, los diarios, las revistas, los medios de comunicación, los que están aquí. Gracias a todos. ¡¡Buenas noches Chile!! Con el "Himno de la alegría" y acompañado de un show pirotécnico, concluyó la vigésima cuarta versión de esta campaña. Presentaciones musicales: - Manuel García con Denisse Malebrán, Magdalena Matthey & José Seves — "Cambia, todo cambia" - Sie7e — "Tengo tu love" / "I'm Sorry (How Many Times)" - Yuri — "Ay amor" / "Este amor no se toca" / "Dame un beso" / "Tú y yo" / "Primer amor" / "Yo te amo, te amo" - Axel — "Te voy a amar" / "Celebra la vida" - Macho y El Rey — "Tírate un peso" - 3x7 Veintiuna — "Hermoso Valparaíso" / "La bamba" - Manuel García — "Tu ventana" - Homenaje a las víctimas del accidente de Juan Fernández con el tema de fondo de Pablo Alborán — "Solamente tú" - La Guacha con La Sonora de Tommy Rey — "Rancherita pa' la mamita" / "La peineta" / "Pedacito de mi vida" / "Agua que no has de beber" - Américo — "Te eché al olvido" / "Te vas" / "Que levante la mano" / "El embrujo" - Prince Royce — "Stand by Me" / "Corazón sin cara" / "Mi última carta" - Alexis & Fido — "Ojos que no ven" / "Contéstame el teléfono" - María Colores — "Llamadas perdidas" - Luis Fonsi — "Respira" / "No me doy por vencido" - Diego Torres — "Guapa" / "Sueños" / "Color esperanza" - Juanes — "Odio por amor" / "A Dios le pido" |

Notas
- Durante el recambio de público en el teatro, se pasó al estudio número 2 donde estuvieron varios animadores quienes recibieron algunas donaciones e interactuaron con los animadores de la transmisión en línea.

### Radios
La radio ha jugado un papel importante en la campaña y este año no fue la excepción. Las emisoras oficiales que transmitieron la Teletón son:
- Radio Carolina
- Radio Disney
- Radio Corazón
- Radio Cooperativa
- Radio Pudahuel
- ADN Radio Chile
- Asimismo, las 38 cadenas pertenecientes a la Red Radial Cadena Chile transmitieron conjuntamente el evento durante las más de 27 horas que duró.

También algunas radios no oficiales transmitieron solo parte de la Teletón, las emisoras son las siguientes:
- FM Okey
- Radio Carnaval
- ...y varias emisoras regionales y locales

### Transmisión en línea
Este año, nuevamente, la Teletón se transmitió de manera íntegra vía streaming en el sitio web de la Teletón dedicado para ello. No obstante, en esta ocasión hubo una novedad. Los cibernautas pudieron elegir si siguen la transmisión oficial que se ve por televisión o una especial, en donde tres presentadores harán la conducción del web show. Los rostros para la transmisión en línea fueron la cantante pop y actriz juvenil Denise Rosenthal, el animador juvenil Karol Lucero y el periodista Juan Manuel Astorga.
Además, los cibernautas pudieron chatear en línea con el equipo del web show, permitiendo que, desde cualquier lugar del mundo, las personas puedan contar cómo están viviendo la Teletón. Asimismo, junto al Banco de Chile se levantó un servicio de ayuda en línea, para que los usuarios vayan reportando el estado de las sucursales y cajas auxiliares a las que ellos asisten.

## Recaudación

### Cómputos parciales

Recaudación de la Teletón 2011, en gris la Teletón 2010.

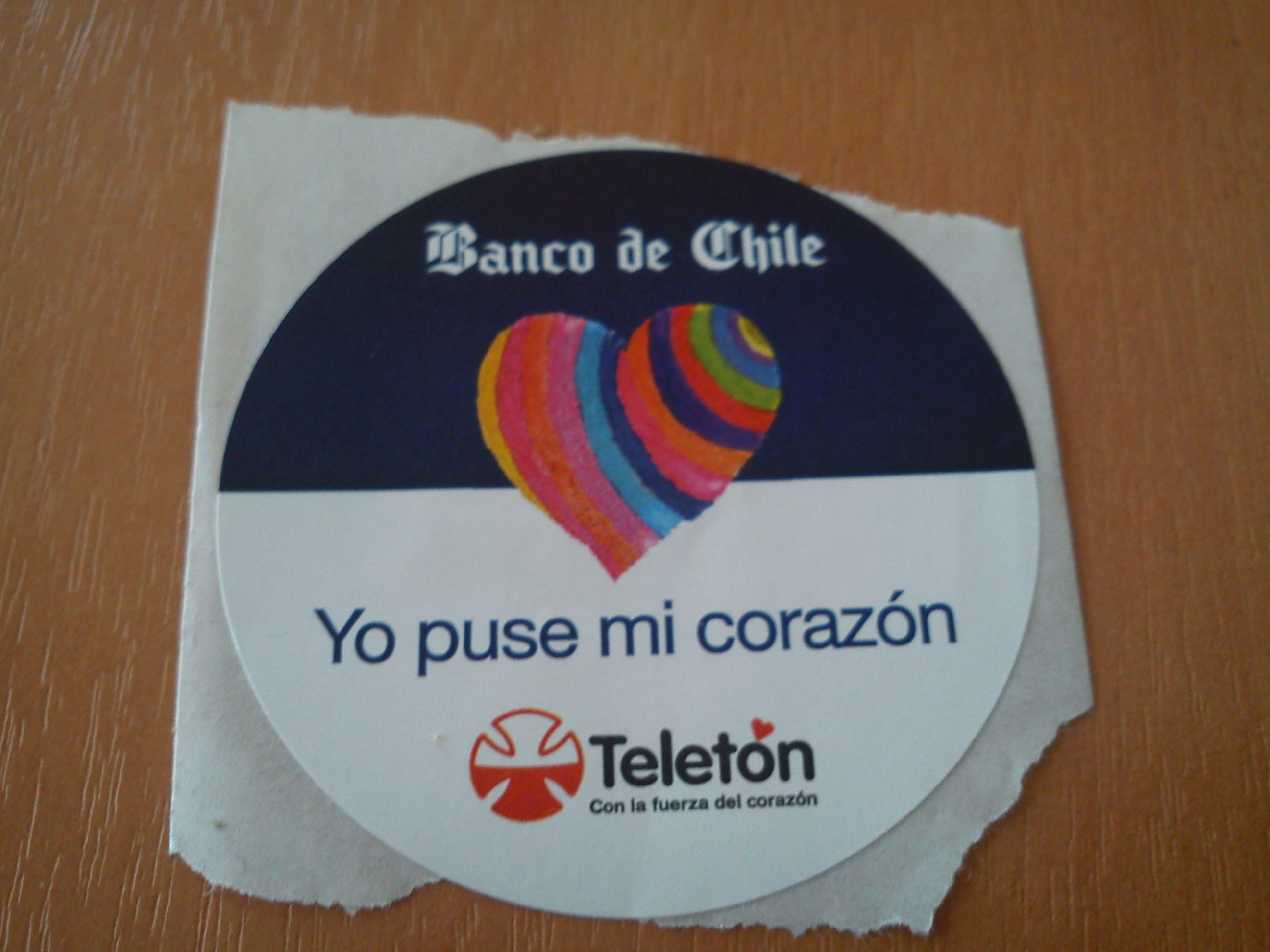
Calcomanía de la Teletón 2011.

| Hora            | Monto en pesos   | % meta   | Monto en dólares | Monto en euros |
| --------------- | ---------------- | -------- | ---------------- | -------------- |
| 22:23           | $ 61 950         | < 0,01 % | $121             | €90            |
| 22:28           | $ 4 510 994 280  | 23,88 %  | $ 8 813 118      | € 6 581 022    |
| 00:06           | $ 5 349 575 142  | 28,32 %  | $ 10 451         | € 7 804 415    |
| 01:41           | $ 5 511 561 704  | 29,18 %  | $ 10 767 924     | € 8 040 735    |
| 02:39           | $ 5 631 814 716  | 29,81 %  | $ 11 002 862     | € 8 216 170    |
| 04:03           | $ 5 749 348 856  | 30,44 %  | $ 11 232 488     | € 8 387 639    |
| 04:53           | $ 5 847 714 319  | 30,96 %  | $ 11 424 664     | € 8 531 143    |
| 05:36           | $ 5 917 186 906  | 31,32 %  | $ 11 560 393     | € 8 632 495    |
| 06:05           | $ 6 048 929 794  | 32,02 %  | $ 11 817 778     | € 8 824 693    |
| 07:05           | $ 6 088 887 891  | 32,23 %  | $ 11 895 844     | € 8 882 987    |
| 07:59           | $ 6 137 276 014  | 32,49 %  | $ 11 990 380     | € 8 953 580    |
| 08:54           | $ 6 160 842 994  | 32,61 %  | $ 12 036 423     | € 8 987 961    |
| 09:48           | $ 6 193 840 774  | 32,79 %  | $ 12 100 890     | € 9 036 101    |
| 11:16           | $ 6 295 105 089  | 33,32 %  | $ 12 298 730     | € 9 183 834    |
| 12:04           | $ 6 804 763 312  | 36,02 %  | $ 13 294 448     | € 9 927 367    |
| 13:11           | $ 7 616 809 863  | 40,32 %  | $ 14 880 941     | € 11 112 049   |
| 14:04           | $ 8 594 066 427  | 45,49 %  | $ 16 790 205     | € 12 537 754   |
| 14:56           | $ 9 281 230 360  | 49,13 %  | $ 18 132 715     | € 13 540 248   |
| 15:57           | $ 9 912 149 141  | 52,52 %  | $ 19 382 923     | € 14 473 815   |
| 18:01           | $ 11 801 064 092 | 62,47 %  | $ 23 055 708     | € 17 216 395   |
| 19:02           | $ 12 468 096 812 | 66,00 %  | $ 24 358 888     | € 18 189 519   |
| 19:57           | $ 13 074 208 700 | 69,21 %  | $ 25 543 047     | € 19 073 767   |
| 21:01           | $ 13 884 817 012 | 73,50 %  | $ 27 126 731     | € 20 256 351   |
| 22:36           | $ 15 233 917 757 | 80,64 %  | $ 29 762 465     | € 22 224 534   |
| 23:49           | $ 16 835 353 528 | 89,12 %  | $ 32 891 186     | € 24 560 844   |
| 00:50           | $ 19 340 985 941 | 102,38 % | $ 37 786 433     | € 28 216 274   |
| 01:21           | $ 21 735 065 277 | 115,06 % | $ 42 463 740     | € 31 708 960   |
| 21 de diciembre | $ 28 457 298 750 | 150,64 % | $ 55 596 950     | € 41 515 926   |

Tasa de conversión:
* 1 dólar equivalente a $511,850; 
* 1 euro equivalente a $685,455;

### Aportes de empresas auspiciadoras
En esta versión fueron 27 los auspiciadores de la campaña, los cuales eran:
| Empresa          | Giro                     | Monto en pesos  | Monto en dólares | Monto en euros |
| ---------------- | ------------------------ | --------------- | ---------------- | -------------- |
| Aceite Belmont   | Aceites                  | $ 100 000       | $ 195 654        | € 146 101      |
| Watt's           | Néctar                   | $ 101 000       | $ 197 323        | € 147 347      |
| Banco de Chile   | Banco                    | $ 1 000 524 503 | $ 1 954 722      | € 1 459 650    |
| Bilz y Pap       | Gaseosa                  | $ 352 253 389   | $ 688 197        | € 513 897      |
| Campanario       | Pisco                    | $ 352 253 389   | $ 688 197        | € 513 897      |
| Cerveza Cristal  | Cerveza                  | $ 352 253 389   | $ 688 197        | € 513 897      |
| Nestlé Pure Life | Agua purificada          | $ 352 253 389   | $ 688 197        | € 513 897      |
| Claro            | Telecomunicaciones       | $ 209 979 000   | $ 410 235        | € 306 335      |
| Colún            | Productos lácteos        | $ 127 024 500   | $ 248 167        | € 185 314      |
| Babysec          | Pañales                  | $ 330 000       | $ 644 720        | € 481 432      |
| Confort          | Papel higiénico          | $ 330 000       | $ 644 720        | € 481 432      |
| LadySoft         | Toallas femeninas        | $ 330 000       | $ 644 720        | € 481 432      |
| Copec            | Gasolinera               | $ 270 545 000   | $ 528 563        | € 394 694      |
| Daily Gotas      | Edulcorante              | $ 125 219 300   | $ 244 641        | € 182 681      |
| LAN Airlines     | Aerolínea                | $ 260 000       | $ 507 961        | € 379 310      |
| Lucchetti        | Pastas                   | $ 132 000       | $ 257 888        | € 192 573      |
| Los Héroes       | Caja de compensación     | $ 300 000       | $ 586 109        | € 437 665      |
| Mabe             | Electrodomésticos        | $ 88 750 360    | $ 173 391        | € 129 477      |
| Nescafé          | Café                     | $ 151 116 356   | $ 295 234        | € 220 460      |
| Omo              | Detergentes              | $ 128 000       | $ 250 073        | € 186 737      |
| Ripley           | Tiendas por departamento | $ 400 000       | $ 781 478        | € 583 553      |
| Sodimac          | Tienda de retail         | $ 480 000       | $ 937 775        | € 700 265      |
| Soprole          | Productos lácteos        | $ 236 000       | $ 461 073        | € 344 297      |
| Tapsin           | Farmacéutica             | $ 100 145 633   | $ 195 654        | € 146 101      |
| Té Supremo       | Té                       | $ 150 000       | $ 293 055        | € 218 833      |
| Total            | Total                    | $ 5 042 558 041 | $ 9 851 913      | € 7 356 722    |

### Tareas
| Empresa | Tarea | Estado   |
| ------- | --- | -------- |
| Unimarc | Desafío "Guatita llena, corazón contento", que empezó a las 9:00 del sábado 3; si se lograban 500 000 compras, la empresa entregaría su aporte. El desafío se dio por cumplido a las 23:00 de ese mismo día, donando más de $300 millones. | Cumplida |
| Ripley  | Lograr 70 000 compras. Si se lograba dicha cantidad, la empresa donaría implementos deportivos para los centros de rehabilitación. A las 19:35 del sábado 3 se dio por superada la tarea con más de 76 mil compras.                        | Cumplida |
| Ripley  | Lograr 85 000 compras. Si se lograba dicha cantidad, la empresa aumentaría su donación. La tarea se dio por finalizada en el cierre del evento, y la empresa aportó $400 millones.                                                         | Cumplida |

### Remates
| Objeto                          | Descripción                                             | Monto inicial | Monto Final |
| Camiseta (Barcelona)            | Perteneciente a Alexis Sánchez, nuevas y autografiadas. |               |             |
| Primera Raqueta                 | Perteneciente a Fernando González, autografiada.        |               |             |
| Camiseta (Universidad de Chile) | Perteneciente al equipo de la U. de Chile.              |               |             |
| Camiseta (Borussia Dortmund)    | Perteneciente a Lucas Barrios                           |               |             |